# Noskowce
Noskowce (ukr. Носківці) – wieś na Ukrainie w rejonie żmeryńskim, obwodu winnickiego.

## Dwór
- pałac wybudowany pod koniec XVIII w. w stylu klasycystycznym bliskim późnemu barokowi przez Szczęsnego Potockiego[1].